# Aeroportul Regional Grant County
Aeroportul Regional Grant County (IATA: JDA, ICAO: KGCD, FAA LID: GCD) este un aeroport din Oregon, Statele Unite ale Americii ce deservește zona John Day⁠(d).
Situat la o altitudine de 1.129 m, aeroportul dispune de 2 piste.

## Infrastructură

### Piste
Aeroportul dispune de 2 piste. Pista 09/27 are suprafața de asfalt și dimensiunile 4.471 picioare × 60 picioare. Pista 17/35 are suprafața de asfalt și dimensiunile 5.220 picioare × 60 picioare. 